# Donguz
Donguz (ros. Донгуз) – wieś (sieło) w Rosji, w obwodzie saratowskim, w rejonie bałtajskim. W 2010 liczyła 1136 mieszkańców.